# موبي (نيجيريا)
موبي Mubi هي مدينة في مناطق أداماوا الشمالية بولاية آدماوة، شمال شرق نيجيريا.

## التركيبة السكانية
القبائل الرئيسية في المدينة هي فالي، وغودي، ومافا، وكاموي، ومارغي، وموندانغ (غودو-غودو).

## التعليم
تضم موبي ثلاث مؤسسات تعليمية عليا: المعهد الفيدرالي متعدد التخصصات، موبي، وكلية تكنولوجيا الصحة (حرم موبي)، وجامعة ولاية أداماوا، موبي.

## سيطرة بوكو حرام
ذكرت بعض وسائل الإعلام أن جماعة بوكو حرام الإرهابية أعادت تسمية المدينة إلى "مدينة الإسلام" في أكتوبر/تشرين الأول 2014 عندما سيطرت على المدينة.
في نوفمبر 2014، استعاد الجيش النيجيري السيطرة على موبي من بوكو حرام. وصرح حاكم ولاية أداماوا، بالا جيمس نجيلاري، بأن القوات الحكومية استعادت المدينة من بوكو حرام. وذكرت بعض التقارير أن بوكو حرام انسحبت من المدينة بعد نهب ممتلكات السكان وأموالهم ونقلها إلى مخابئهم، وليس نتيجة قتال مباشر. ومع ذلك، صرّح تشيبودو بابي، رئيس أركان بالا نجيلاري، لخدمة بي بي سي هاوسا بأن الجيش طرد فلول الجماعة من موبي.

## المجازر
شنّ هجوم إرهابي في 2 أكتوبر/تشرين الأول 2012، عندما دخل أعضاء يُشتبه في انتمائهم إلى جماعة بوكو حرام المدينة حوالي الساعة العاشرة مساءً، وأودى بحياة العديد من الأشخاص.[5] وكانت الغالبية العظمى من الضحايا طلابًا من المؤسسات التعليمية الثلاث (المعهد الفيدرالي للفنون التطبيقية في موبي، وكلية تكنولوجيا الصحة، وجامعة ولاية أداماوا) الموجودة في المدينة. قُدّر عدد القتلى في البداية بـ 25، إلا أن التقديرات الأولية تُشير إلى أن العدد أقرب إلى 45.
وقع تفجير في موبي في 1 يونيو 2014.
في 21 نوفمبر 2017، أسفر تفجير انتحاري في مسجد أثناء صلاة الفجر عن مقتل ما يُقدّر بـ 25-50 شخصًا. ويُشتبه في أن جماعة بوكو حرام هي الجاني.
وقعت تفجيرات انتحارية في مسجد وسوق في موبي عام 2018.

## سوق الماشية
تُعد موبي موطنًا لسوق الماشية الدولي الشهير على مستوى الولاية والمعروف باسم كاسوان شانو أو كاسوان تيك، والذي يقع في وسط المدينة. يشتري العملاء، وخاصةً من شمال شرق نيجيريا، أعدادًا كبيرة من الماشية والأغنام، ويتم توزيعها على أجزاء مختلفة من جنوب نيجيريا بواسطة المقطورات والشاحنات.

## طقس
| البيانات المناخية لـMubi, Adamawa | البيانات المناخية لـMubi, Adamawa | البيانات المناخية لـMubi, Adamawa | البيانات المناخية لـMubi, Adamawa | البيانات المناخية لـMubi, Adamawa | البيانات المناخية لـMubi, Adamawa | البيانات المناخية لـMubi, Adamawa | البيانات المناخية لـMubi, Adamawa | البيانات المناخية لـMubi, Adamawa | البيانات المناخية لـMubi, Adamawa | البيانات المناخية لـMubi, Adamawa | البيانات المناخية لـMubi, Adamawa | البيانات المناخية لـMubi, Adamawa | البيانات المناخية لـMubi, Adamawa |
| الشهر                             | يناير                             | فبراير                            | مارس                              | أبريل                             | مايو                              | يونيو                             | يوليو                             | أغسطس                             | سبتمبر                            | أكتوبر                            | نوفمبر                            | ديسمبر                            | المعدل السنوي                     |
| --------------------------------- | --------------------------------- | --------------------------------- | --------------------------------- | --------------------------------- | --------------------------------- | --------------------------------- | --------------------------------- | --------------------------------- | --------------------------------- | --------------------------------- | --------------------------------- | --------------------------------- | --------------------------------- |
| متوسط درجة الحرارة الكبرى °ف (°م) | —                                 | 93.0 (33.9)                       | —                                 | 98.1 (36.7)                       | —                                 | —                                 | —                                 | 82.0 (27.8)                       | —                                 | —                                 | —                                 | 74.1 (23.4)                       | —                                 |
| المتوسط اليومي °ف (°م)            | —                                 | 78.1 (25.6)                       | —                                 | 84.7 (29.3)                       | —                                 | —                                 | —                                 | 74.1 (23.4)                       | —                                 | —                                 | —                                 | —                                 | —                                 |
| متوسط درجة الحرارة الصغرى °ف (°م) | —                                 | —                                 | —                                 | 72 (22)                           | —                                 | —                                 | —                                 | 66.4 (19.1)                       | —                                 | —                                 | —                                 | 58.8 (14.9)                       | —                                 |
| الهطول إنش (مم)                   | —                                 | —                                 | —                                 | —                                 | —                                 | —                                 | —                                 | —                                 | —                                 | —                                 | —                                 | 0 (0)                             | —                                 |
| [بحاجة لمصدر]                     |                                   |                                   |                                   |                                   |                                   |                                   |                                   |                                   |                                   |                                   |                                   |                                   |                                   |